# Sheboygan (thị trấn), Wisconsin
Sheboygan là một thị trấn thuộc quận Sheboygan, tiểu bang Wisconsin, Hoa Kỳ. Năm 2010, dân số của thị trấn này là 6.773 người.